# برا (کومونه)
برا (کومونه) (به ایتالیایی: Berra) یک کومونه در ایتالیا است که در استان فرارا واقع شده‌است.

## خصوصیات
برا ۶۸ کیلومترمربع مساحت و ۵٬۰۲۱ نفر جمعیت دارد و ۲ متر بالاتر از سطح دریا واقع شده‌است.